# Bodhicitta
En budisme, la bodhicitta (en xinès: 菩提心, pútíxīn, en japonès: 菩提心 bodaishin, en tibetà: jang chub sem, en mongol: бодь сэтгэл) és el desig d'obtenir la il·luminació (buditat) per servir de benefici a tots els éssers que senten i que estan atrapats en l'existència cíclica del samsara i no han aconseguit la buditat. Aquell que obté la bodhicitta com a motivació principal en totes les seves activitats i fets es diu bodhisattva.
La paraula és la combinació de les paraules sànscrites bodhi i citta. Bodhi significa despertar o il·luminació. Citta pot traduir-se com a ment o esperit. Bodhicitta pot ser traduït llavors com a ment d'il·luminació o esperit de despertar.

## Definició
La bodhicitta pot definir-se com la unió de la compassió i la saviesa. Mentre que els aspectes de compassió i saviesa depenen molt un de l'altre, la tradició Mahayana diferencia dos tipus de bodhicitta:
- La bodhicitta relativa, en la qual el practicant treballa pel bé de totes les coses com si fossin seves. Alguns autors la divideixen en dos aspectes, la bodhicita d'aspiració i la d'aplicació, aquesta última correspon a les sis perfeccions transcendentals.[5]

- La bodhicitta absoluta o última, que fa referència a la saviesa del Śūnyatā (buit).

Així, el terme bodhicita en el seu sentit més complet implicaria una compassió il·limitada i espontània per tots els éssers que senten i la desaparició de la il·lusió d'una existència pròpia, jo o ego.